# Amtsbezirk Dombrowken
Der Amtsbezirk Dombrowken war ein preußischer Amtsbezirk im Kreis Johannisburg (Regierungsbezirk Gumbinnen, ab 1905: Regierungsbezirk Allenstein) in der Provinz Ostpreußen, der am 8. April 1874 gegründet wurde. Der Amtsbezirk erhielt am 24. November 1930 den Namen Amtsbezirk Eichendorf.
Zum Amtsbezirk gehörten ursprünglich fünf Dörfer, am Ende waren es noch vier.
| Name          | Geänderter Name 1938 bis 1945 | Polnischer Name | Bemerkungen                     |
| ------------- | ----------------------------- | --------------- | ------------------------------- |
| Buwelno       | Vorwerk Ublick                | Buwełno         | nach Czierspienten eingemeindet |
| Czierspienten | (ab 1905): Seehöhe            | Cierzpięty      |                                 |
| Dombrowken    | (ab 1929:) Eichendorf         | Dąbrówka        |                                 |
| Drosdowen     | Drosselwalde                  | Drozdowo        |                                 |
| Sastrosnen    | Schlangenfließ                | Zastrużne       |                                 |

Am 1. Januar 1945 gehörten zum Amtsbezirk die Orte Drosselwalde, Eichendorf, Schlangenfließ und Seehöhe.